# Biliești
Biliești es una comuna ubicada en el distrito de Vrancea, Rumania.

## Superficie
Posee una superficie de 20,84 kilómetros cuadrados.

## Demografía
Hasta 2021 la población era de 2395 habitantes, con una densidad de población de 114,9 habitantes por kilómetro cuadrado.